# Etnische zuivering van Saborsko, Vukovići en Lipovaca
De etnische zuivering van Saborsko, Vukovići en Lipovaca vond plaats tussen augustus en november 1991 in Saborsko, Vukovići (nabij Poljanak) en Lipovaca in Kroatië, gedurende de Kroatische Onafhankelijkheidsoorlog. De aanvallen werden uitgevoerd door het Joegoslavisch Volksleger (JNA), de Servische Territoriale Defensie (TO) en de politie-eenheden van Milan Martić, met als doel alle overgebleven niet-Servische inwoners te vermoorden.
Op 28 oktober 1991 gingen eenheden van de Servische TO Lipovaca binnen en vermoordden zeven burgers. Op 7 november trokken eenheden van het JNA en TO Vukovići binnen en executeerden daar tien burgers. Op 12 november trokken beide eenheden met daarbij aangesloten de politie-eenheden van Milan Martić het dorp Saborsko binnen en vermoordden daar 29 Kroatische burgers.
Sloveense Oorlog (1991) · Kroatische Oorlog (1991-95) · Bosnische Burgeroorlog (1992-95) · Kroatisch-Bosniakse Oorlog (1992-94) · Kosovo-oorlog (1998-99) · Operatie Allied Force (1999) · Conflict in de Preševo-vallei (2001) · Macedonisch conflict (2001)